# Vicki Vale
Victoria "Vicki" Vale è un personaggio dei fumetti di Batman.

## Descrizione
Vicki Vale è una giovane e bella fotografa e cronista di gran fama, vincitrice di molti riconoscimenti e assai apprezzata da numerosi giornali per le sue cronache dettagliate e per le fotografie spettacolari che le autenticano.
Dinamica, solare e indipendente, un giorno decide di trasferirsi nella caotica e turbolenta Gotham City con l'intento di svelare il mistero del terrorizzante Batman, l'anonimo giustiziere travestito da pipistrello umano che nel corso della notte combatte ferocemente e abilmente il crimine per le strade della città, e che è ritenuto dai più una leggenda urbana inventata dalla stampa per aumentare le tirature.
Parallelamente alle sue indagini, inizia una relazione sentimentale con il giovane multimiliardario Bruce Wayne, di cui diviene la prima fidanzata. La donna rimane subito colpita dal suo mistero e dalla sua natura sfuggente, e spesso si domanda chi egli sia in realtà, se vi sia un terribile segreto che lui tenta abilmente di nascondere a tutti. Dopo un periodo trascorso al Castello Wayne, la giovane scopre che il fidanzato è proprio quel Batman su cui tanto sta indagando. Bruce le confessa di essersi deciso a combattere il crimine dopo che, da bambino, vide i suoi genitori cadere uccisi a colpi di pistola da un rapinatore di strada di nome Joe Chill.
Vicki promette di mantenere segreta la sua scoperta, ben cosciente di quanto Batman sia in grado di fare per Gotham se non ostacolato inutilmente, ma interrompe il fidanzamento nel momento in cui Bruce/Batman non risulta in grado di conciliare la sua duplice esistenza con gli impegni di una vita di coppia.

## Altri media
- Vicki Vale appare nel film Batman (1989), di Tim Burton, in cui è impersonata dall'attrice Kim Basinger e doppiata in italiano da Paila Pavese (Cinzia De Carolis nel trailer). Sean Young era stata originariamente scelta per il ruolo prima di essere costretta a ritirarsi a causa di un infortunio causato da una caduta da cavallo. In questa versione è una fotoreporter, arrivata a Gotham City per indagare insieme ad Alexander Knox sugli avvistamenti su Batman. Conosce Bruce Wayne (ignara che quest’ultimo sia in realtà Batman) durante una festa e viene invitata a cena da lui. La stessa sera si baciano e si fidanzano. Bruce le rivela la sua identità segreta in seguito. Joker, anch'egli innamorato di Vicki, la rapisce, ma viene ucciso da Batman che salva Vicki.
- In una delle prime sceneggiature del seguito del film, Batman - Il ritorno, scritta da Sam Hamm, Vicki Vale sarebbe  dovuta tornare, con Basinger che riprendeva il ruolo. Tuttavia, la sceneggiatura e l’apparizione di Vicki Vale furono scartati. Il personaggio di Vicki Vale viene menzionato quando Bruce rivela a Selina Kyle che si sono lasciati, probabilmente per le stesse ragioni narrate nei fumetti.
- Vicki Vale appare anche come protagonista femminile nel film d'animazione Batman contro Dracula (2005).
- Vicki Vale viene citata da Morgan Grimes mentre tenta di descrivere Sarah Walker durante il suo primo incontro con Chuck Bartowski, nell'episodio pilota della serie televisiva Chuck.
- Vicki Vale appare anche nei videogiochi Batman: Arkham City, Batman: Arkham Origins e fa un cameo in Batman: Arkham Knight.
- Vicki Vale appare nel videogioco Batman: The Telltale Series, in una versione completamente differente da tutte le altre. Infatti qui utilizza la sua attività di reporter solamente per nascondere la sua identità supercriminale di Lady Arkham.
- Nella terza stagione della serie televisiva Gotham compare la zia di Vicki Vale, Valerie Vale[1], anche lei giornalista, impersonata dall'attrice Jamie Chung. In questa realtà, il personaggio della Vale ha una breve storia con l'allora ispettore di polizia James Gordon (Benjamin McKenzie).